# Antherophagus
Antherophagus is een geslacht van kevers uit de familie harige schimmelkevers (Cryptophagidae). De wetenschappelijke naam van het geslacht werd in 1821 gepubliceerd door Pierre François Marie Auguste Dejean.
Dit geslacht komt voor in Zuid-Amerika, Zuid-Oost-Azië en het Holarctisch gebied. De kevers verblijven op bloemen en klampen zich vast aan hommels (Bombus) die de bloemen bezoeken, om zich zo naar hun nest te laten vervoeren (een proces dat foresie wordt genoemd), wellicht met de bedoeling om daar hun eitjes te leggen; de larven leven dan van het stuifmeel en ander materiaal in de hommelnesten.